# سارة لين دوسن
سارة لين دوسن (بالإنجليزية: Sarah Lynn Dawson)‏ هي ممثلة بريطانية، ولدت في 22 يناير 1981 في ليك ديستريكت في المملكة المتحدة.

## وصلات خارجية
- سارة لين دوسن على موقع IMDb (الإنجليزية)
- سارة لين دوسن على موقع قاعدة بيانات الفيلم (الإنجليزية)